# Mohammad-Javad Azari Jahromi
Mohammad-Javad Azari Jahromi (in persiano محمدجواد آذری جهرمی‎) (Jahrom, 5 ottobre 1982) è un politico e ingegnere iraniano, attuale Ministro delle tecnologie dell'informazione e della comunicazione dell'Iran.

## Carriera
Ha ottenuto il voto di fiducia dal parlamento il 20 agosto 2017, con 152 voti positivi, 120 contrari, 7 astenuti e 9 non validi. Attualmente è il membro più giovane del gabinetto iraniano, nonché il primo ministro iraniano nato dopo la rivoluzione iraniana.